# Ядамволя
Ядамволя (пол. Jadamwola) — село в Польщі, у гміні Луковиця Лімановського повіту Малопольського воєводства.
Населення — 553 особи (2011).
У 1975-1998 роках село належало до Новосондецького воєводства.

## Демографія
Демографічна структура станом на 31 березня 2011 року:
|          | Загалом | Допрацездатний вік | Працездатний вік | Постпрацездатний вік |
| -------- | ------- | ------------------ | ---------------- | -------------------- |
| Чоловіки | 276     | 81                 | 174              | 21                   |
| Жінки    | 277     | 71                 | 161              | 45                   |
| Разом    | 553     | 152                | 335              | 66                   |